# Élections sénatoriales de 1995 dans le Bas-Rhin
Les élections sénatoriales dans le Bas-Rhin ont eu lieu le dimanche 24 septembre 1995. 

## Contexte départemental
Lors des élections sénatoriales du 28 septembre 1986 dans le Bas-Rhin, trois sénateurs ont été élus, trois UDF et un RPR.
Depuis, tous les effectifs du collège électoral des grands électeurs ont été renouvelés, avec les élections législatives de 1993, les élections régionales françaises de 1992, les élections cantonales de 1992 et 1994 et les élections municipales françaises de 1995.

## Sénateurs sortants
| Sénateur | Sénateur         | Parti | Groupe | Autres mandats                          |
| -------- | ---------------- | ----- | ------ | --------------------------------------- |
|          | Paul Kauss       | RPR   | RPR    | Conseiller général                      |
|          | Joseph Ostermann | RPR   | RPR    | Conseiller général, maire de Wasselonne |
|          | Philippe Richert | UDF   | UC     | Conseiller général                      |
|          | Louis Jung       | UDF   | UC     | Maire d'Harskirchen                     |

## Résultats
| Candidat       | Candidat            | Parti          | Premier tour | Premier tour | Second tour | Second tour |
| Candidat       | Candidat            | Parti          | Voix         | %            | Voix        | %           |
| -------------- | ------------------- | -------------- | ------------ | ------------ | ----------- | ----------- |
|                | Daniel Hoeffel      | UDF            | 1 212        | 51,79        |             |             |
|                | Philippe Richert    | UDF            | 1 207        | 51,58        |             |             |
|                | Francis Grignon     | UDF            | 1 096        | 46,84        | 1 237       | 54,02       |
|                | Joseph Ostermann    | RPR            | 1 038        | 44,36        | 1 170       | 51,09       |
|                | Gilbert Estève      | PS             | 735          | 31,41        | 860         | 37,55       |
|                | Marie-Hélène Gillig | DVG            | 660          | 28,21        | 9           | 0,39        |
|                | Robert Metz         | PS             | 548          | 23,42        |             |             |
|                | Jean-Paul Wantz     | PS             | 527          | 22,52        |             |             |
|                | André Klein-Mosser  | UDF            | 357          | 15,26        | 2           | 0,09        |
|                | Xavier Muller       | UDF            | 333          | 14,23        | 378         | 16,51       |
|                | Jean Waline         | RPR            | 259          | 11,07        |             |             |
|                | Esther Sittler      | UDF            | 194          | 8,29         |             |             |
|                | Hugues Kraemer      | DVD            | 152          | 6,50         |             |             |
|                | Yvan Blot           | FN             | 118          | 5,04         | 95          | 4,15        |
|                | André Vierling      | UDF            | 118          | 5,04         |             |             |
|                | Robert Spieler      | ADA            | 79           | 3,38         | 1           | 0,04        |
|                | Magdeleine Brom     | Les Verts      | 60           | 2,56         |             |             |
|                | Hugues Stoeckel     | Les Verts      | 39           | 1,67         |             |             |
|                | Anne Vonesch        | MEI            | 36           | 1,54         |             |             |
|                | Hugues Geiger       | GE             | 34           | 1,45         |             |             |
|                | Damien Bresse       | ECO            | 30           | 1,28         | 22          | 0,96        |
|                |                     |                |              |              |             |             |
| Inscrits       | Inscrits            | Inscrits       | 2 401        | 100,00       | 2 401       | 100,00      |
| Abstentions    | Abstentions         | Abstentions    | 28           | 1,17         | 32          | 1,33        |
| Votants        | Votants             | Votants        | 2 373        | 98,83        | 2 369       | 98,67       |
| Blancs et nuls | Blancs et nuls      | Blancs et nuls | 33           | 1,39         | 79          | 3,33        |
| Exprimés       | Exprimés            | Exprimés       | 2 340        | 98,61        | 2 290       | 96,67       |

### Sénateurs élus
| Sénateur | Sénateur         | Parti |
| -------- | ---------------- | ----- |
|          | Daniel Hoeffel   | UDF   |
|          | Philippe Richert | UDF   |
|          | Francis Grignon  | UDF   |
|          | Joseph Ostermann | RPR   |